# Archevêque majeur

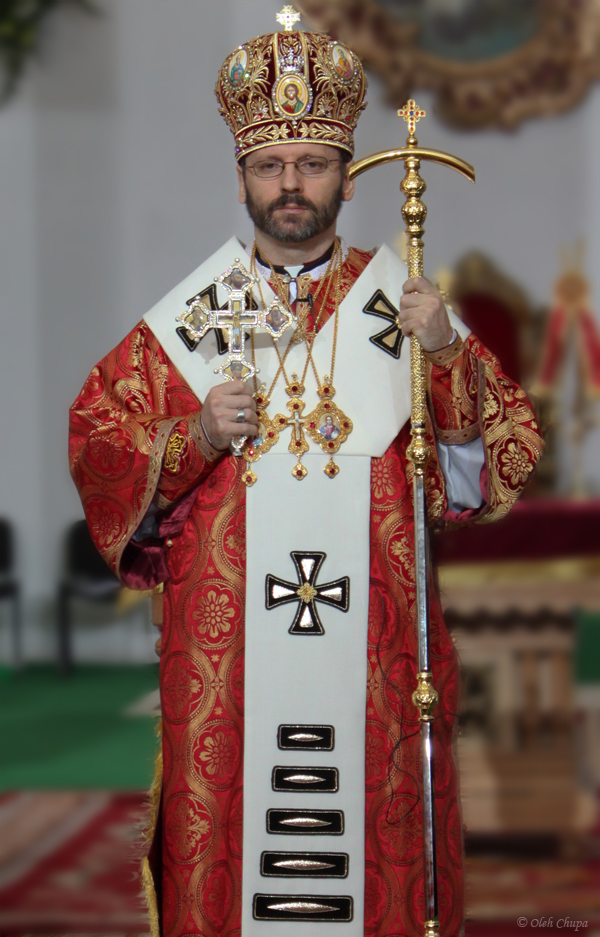
L'archevêque majeur Sviatoslav Schevchuk de l'Église grecque-catholique ukrainienne.

Dans les Églises catholiques orientales, archevêque majeur est le titre donné à un membre de la hiérarchie,, du siège archiépiscopal, auquel est accordée la même juridiction autonome (sui iuris) qu'une Église particulière, au même titre que les patriarches orientaux. Il correspond approximativement à l'archevêque autocéphale des Églises orthodoxes.

## Place dans l'Église
Le titre est utilisé par les archevêques des sièges épiscopaux qui furent fondés après les sièges patriarcaux et qui sont, de fait, moins prestigieux. Par conséquent, il existe des différences entre les deux fonctions. Les archevêques majeurs se classent immédiatement au-dessous des patriarches, dans l'ordre de préséance de l'Église catholique.
S'ils sont faits membres du Collège des cardinaux, les archevêques majeurs rejoignent l'ordre des cardinaux-prêtres, tandis que les patriarches de l'Est rejoignent l'ordre le plus élevé, des cardinaux-évêques. Tout comme les patriarches, les archevêques majeurs sont élus par le synode des évêques de l'Église sui iuris mais leur élection requiert la confirmation du pape, pas une simple notification, ainsi que l'octroi de la communion exigée par les patriarches.

## Histoire
Le titre a d'abord été accordé au responsable de l'Église grecque-catholique ukrainienne en 1963. L'Église catholique syro-malabare devint l'archiépiscopat le plus important en 1992, suivi par l'Église catholique syro-malankare, puis l'Église grecque-catholique roumaine en 2005 aboutissant à quatre archevêques majeurs qui dirigent les sièges archiépiscopaux, considérés comme des Églises autonomes.

## Les actuels archevêques majeurs
| Sièges                | Pays     | Église                         | Archevêque            | Élection |
| --------------------- | -------- | ------------------------------ | --------------------- | -------- |
| Ernakulam-Angamaly    | Inde     | Syro-malabare                  | Raphael Thattil       | 2024     |
| Făgăraş et Alba Iulia | Roumanie | Grecque-catholique roumaine    | Lucian Mureșan        | 2005     |
| Kiev et la Galicie    | Ukraine  | Grecque-catholique ukrainienne | Sviatoslav Chevtchouk | 2011     |
| Trivandrum            | Inde     | Syro-malankare                 | Baselios Cleemis      | 2007     |

## Rôle et obligations
Outre leur rôle de gouverner leur Église particulière, en appliquant les lois canoniques, tous les archevêques majeurs sont membres de la Congrégation pour les Églises orientales au sein de la Curie romaine. Ils ont obligation d'assister à l'assemblée générale ordinaire de cette congrégation mais aussi d'assister aux autres sessions s'ils se rendent à Rome.
Le titre d'archevêque majeur au sein de l'Église catholique correspond approximativement au titre patriarcal de Catholicos dans certaines Églises orthodoxes. Catholicos est utilisé en interne par l'Église catholique syro-malankare pour nommer leur archevêque majeur.

## Évolution de la fonction
Il a été suggéré plusieurs fois d'élever les archevêques majeurs au rang de patriarches et plus particulièrement pour l'Église grecque-catholique ukrainienne et l'Église catholique syro-malabare. Les papes, de Jean-Paul II à Benoît XVI ont rejeté ces suggestions au moins en partie pour des raisons œcuméniques : parmi les Chrétiens, une réunification de ces juridictions catholiques avec leurs homologues orthodoxes est espérée au sein d'une réunification de l’Église ; de là, établir un patriarcat en Ukraine, serait interprété comme une insulte à l'Église orthodoxe de Russie et au Patriarcat de Moscou et de toute la Russie (qui pourrait refuser le port légitime de ce titre).

## Controverse
Durant le Second concile du Vatican, certains souhaitaient élever Josyf Slipyj, alors métropolitain de Lviv pour les Ukrainiens, au rang de patriarche. Nombreux parmi ses admirateurs utilisaient ce titre pour Slipyj quand ils se référaient à lui historiquement. De nombreux Ukrainiens continuent de nos jours à appeler ainsi l'archevêque majeur en titre. En tous les cas, le pape Paul VI a décliné l'octroi  de ce titre élevant Slipyj au rang de premier archevêque majeur de Lviv, créant alors le titre (le siège a depuis été déplacé à Kiev).